# Bitwa pod Pruską Iławą
Bitwa pod Pruską Iławą (niem. Preußisch Eylau, dzisiejszy Bagrationowsk w obwodzie królewieckim w Rosji) – bitwa stoczona w dniach 7–8 lutego 1807 r. pomiędzy Wielką Armią francuską pod dowództwem Napoleona Bonaparte a połączonymi armiami Rosji i Prus pod dowództwem generała Bennigsena. Bitwa ta była częścią kampanii rosyjskiej w wojnie w ramach IV Koalicji Antyfrancuskiej. Sama bitwa toczyła się w zawiejach śnieżnych i kilkustopniowym mrozie, a podczas jej trwania doszło do jednych z największych szarż kawalerii w historii wojen. Była to jedna z najkrwawszych bitew epoki napoleońskiej. Zakończyła się taktycznym nierozstrzygnięciem i odwrotem wojsk rosyjsko-pruskich.
Po jej zakończeniu żołnierze francuscy nie krzyczeli, jak to normalnie mieli w zwyczaju, "Vive l'Empereur" (Niech żyje Cesarz), lecz "Vive la Paix" (Niech żyje Pokój).

## Przyczyny
Podczas wojny z IV Koalicją Antyfrancuską Napoleon po bitwie pod Pułtuskiem rozlokował swoje wojska na leżach zimowych, jednak zwiadowcy donieśli mu o reorganizacji armii rosyjskiej i jej przygotowaniach do ofensywy, co stało się bezpośrednią przyczyną bitwy. Wojska rosyjsko-pruskie posuwały się w kierunku Wielkiej Armii starając się odciąć jej części rozlokowane w różnych miejscowościach i rozbić je pojedynczo. Jednak plan ten nie udał się, gdyż ofensywa została w porę wykryta i doszło do mobilizacji wojsk francuskich, które ruszyły na Królewiec. 
Tymczasem w ręce rosyjskie dostał się kurier francuski, który miał ze sobą dane dotyczące rozlokowania i wielkości wojsk napoleońskich. Generał Bennigsen zdał sobie w tym momencie sprawę, że ma przed sobą połączone i o ponad ¼ większe siły niż te, które sam miał do dyspozycji, i co za tym idzie zarządził generalny odwrót i marsz dniami i nocami, który jednak nie doprowadził do zgubienia pościgu. Jego wojsko stanęło przed widmem zupełnego wyczerpania, dlatego postanowił przyjąć bitwę pod Pruską Iławą, co dawało mu czas na zorganizowanie obrony oraz połączenie wszystkich swoich sił. 
Przechwycenie drugiego francuskiego kuriera miało z kolei decydujący wpływ na przebieg bitwy. Kurier ten miał poinformować I korpus Bernadotte'a i 4 dywizję dragonów Lahoussaye'a, że został zmieniony kierunek marszu Wielkiej Armii i co za tym idzie siły te podążały w złym kierunku, z czasem wychodząc poza zasięg działań operacyjnych, czyli ponad 150 km od miejsca bitwy.

## Przed bitwą

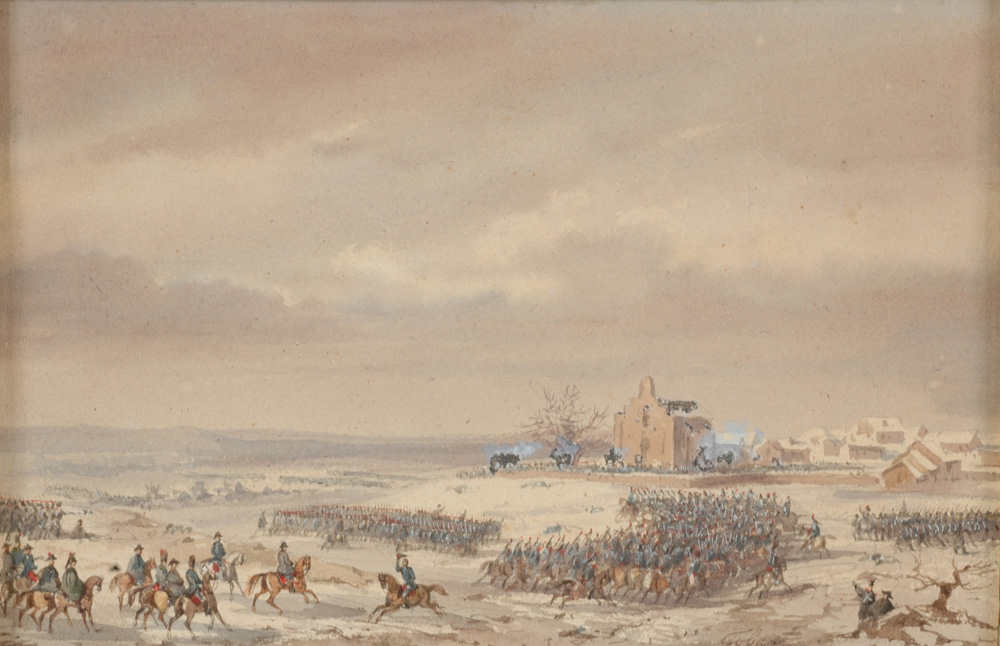
Bitwa pod Pruską Iławą. Gaspard Gobaut. 1850

Bagration cofając się przed naciskającymi go Francuzami doszedł do wyniosłości Ziegelhof na południowy zachód, od Pruskiej Iławy – między Grunhofchen a Waschkeitersee oraz kompleksem leśnym osłaniającym drogę z Landsberg. Bennigsen, chcąc zyskać na czasie, by zebrać całość wojsk oraz ciężką artylerię, która szła okrężną drogą, podesłał Bagrationowi tę część jazdy, która jeszcze była w marszu tj. pułk dragonów petersburskich i pułk ułanów litewskich, a potem jeszcze pułki: leibkirasjerów, dragonów ingermanlandzkich i kargopolskich. Po nich nadeszło jeszcze parę pułków 8. dywizji. Wzniesienia między Torfbruch a jeziorem Tenknittersee obsadziła konna bateria Jermołowa. Za nią w dwóch liniach piechota Markowa: pułki muszkieterów pskowskich i sofijskich w pierwszej, pułk grenadierów w drugiej linii – na skraju zamarzniętego Tenknittersee. Lewe skrzydło utworzyła część 1. pułku jegrów, reszta została rozrzucona w cienkiej linii przed frontem całej pozycji. Jeden pułk muszkieterów obsadził wzgórza za Tenknittersee. Przybyłe pułki 8. dywizji zajęły pozycje za Torfbruch opierając się skrzydłami o drogi z Landsberg i Heilsberg. Przed ich frontem ustawiono 14 dział. Skrzydła zabezpieczyła jazda – na samym skraju, nieopodal Strochnest, 10 szwadronów; 30 szwadronów między Freiheit a Tenknittersee, 25 szwadronów na drodze do Heilsberg – między Wascheitersee a Langesee. Generał Barclay de Tolly obsadził podległymi mu wojskami samą Pruską Iławę. Leżący na południowy wschód od miasta ogrodzony płotem wraz z kościołem cmentarz, umiejscowiony na wyniosłym wzgórzu, został oszańcowany i obsadzony artylerią i piechotą. Na skrzyżowaniu ulic Landsberskiej z Kreutzburską stanęły 2 działa, a niewielki oddział przy Forst Amt.

### Skład wojsk
Wojska francuskie składały się z (83 631 ludzi, przy czym w bitwie wzięło udział ok. 65 000):
- Dowódca: Napoleon Bonaparte
  - Kawaleria rezerwy Murata (8631):
    - Dywizja Lekkiej Kawalerii, Lasalle'a (2168)
    - 2. Dywizja dragonów Grouchy'ego (1884)
    - 3. Dywizja dragonów Milhauda (3034)
    - 2. Dywizja kirasjerów d'Hautpoula (1545)

  - IV Korpus Soulta (25 tys.)
  - III Korpus Davouta (18 tys.) + Gwardia (6 tys.)
  - VI Korpus Neya (14 tys.)
  - VII Korpus Augereau (12 tys.)

Wojska rosyjsko-pruskie:
- Głównodowodzący generał Bennigsen

Wojska rosyjskie składały się z (66 tys. ludzi):
- - 131 batalionów piechoty
  - 155 szwadronów kawalerii
  - 400 dział w tym 4 pruskie baterie z 34 działami

Wojska pruskie:
- Dowódca generał L'Estocq unikając pościgu zdołał przyprowadzić na pole bitwy (5584 ludzi):
  - 9,5 batalionów
  - 28 szwadronów kawalerii
  - 2 baterie konne

## Bitwa

### Bój o Pruską Iławę 7 lutego

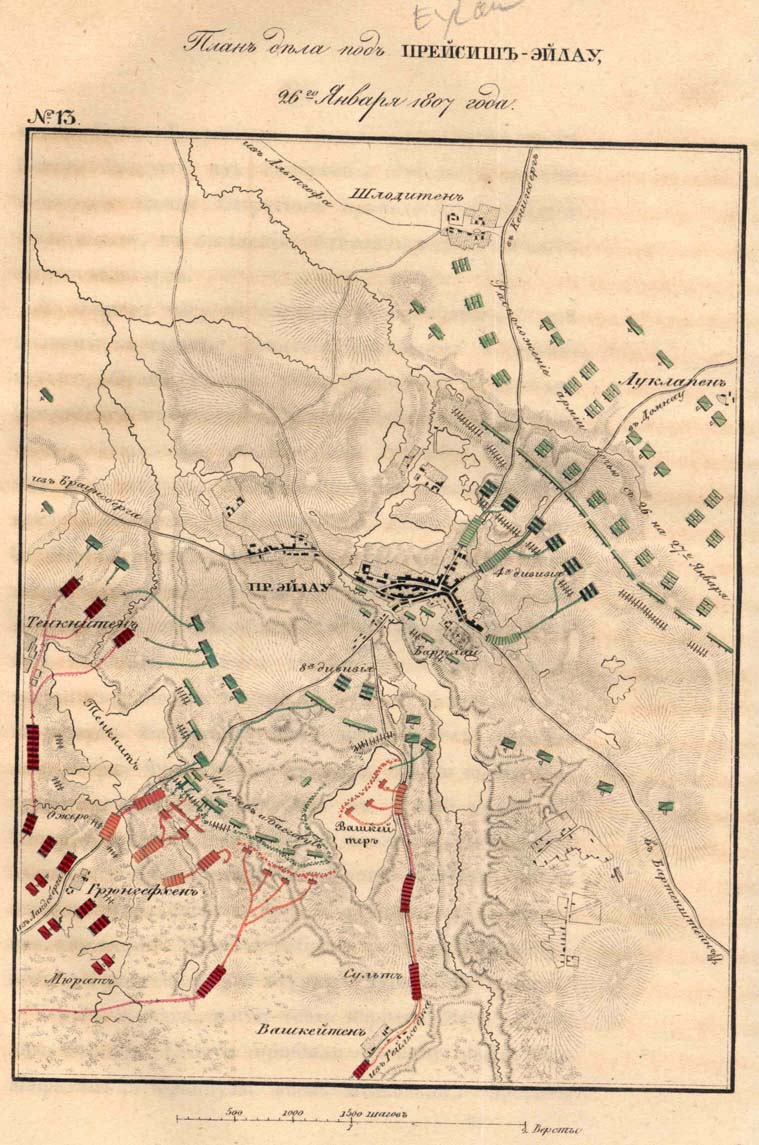
Bitwa pod Pruską Iławą 7 lutego 1807 r

Około godziny 14:00 pod Grunhofchen pojawiła się francuska awangarda. Marszałek Soult rzucił od razu do natarcia gen. Levasseura z 46. i 18. pułkiem w dwóch kolumnach. Pułki te zostały ostrzelane kartaczowym ogniem baterii Jermołowa a potem ogniem karabinowym jegrów, po czym ruszył atak na bagnety 2 pułków muszkieterskich pierwszej linii. Równocześnie na lewą flankę Francuzów uderzył pułk dragonów petersburskich rozbijając jeden pułk i zdobywając przy tym orła. Francuzi wzmocnieni wkrótce I Dywizją dragonów Kleina próbowali ponowić atak, ale zatrzymał ich huraganowy ogień rosyjskich baterii.
W miarę jak na placu boju pojawiały się kolejne francuskie jednostki gen. Vivies ruszył po prawej stronie na cmentarz, podczas gdy nadchodzące oddziały VII Korpusu i jazdy ruszyły na lewo dążąc do obejścia tamtędy rosyjskiej ariergardy. Prawa kolumna Francuzów została powstrzymana ogniem dział przy Waschkeitersee a pułk huzarów izumskich odrzucił francuskich szaserów. Mimo to wobec rosnącego gwałtownie zagrożenia prawej flanki spowodowanego napływem olbrzymiej liczby francuskich jednostek Markow, Baggowut i 8. dywizja zaczęły odwrót ku Iławie. Francuzi podeszli do miasta od strony Forst Amt gdzie bronił je tylko słaby oddział kawalerii rosyjskiej. Dywizja Legranda z częścią dywizji Levala, mając za sobą dywizję Saint–Hilaire'a i jazdę, przedarły się do Freiheit. Z przeciwnej strony gen. Vivies uderzył na wzgórze cmentarne, które opanował ok. godziny 17:00. Tymczasem artyleria prowadziła intensywną wymianę ognia po obu stronach. Wzmogła się zaciętość walki i gen. Barclay de Tolly odebrał ranę w ramię, a większość oficerów jego sztabu zginęła lub została ranna. Bagration przejąwszy w tej sytuacji dowodzenie przygotowywał się do opuszczenia miasta. Cofając stopniowo swoje wojska spotkał przy jego wylocie gen. Bennigsena, który osobiście przyprowadził tu 4. dywizję gen. Somowa. Bagration stanął wówczas na jej czele i trzema kolumnami uderzył na Iławę. W czasie tego ataku doszło do morderczej walki przy zbiegu trzech ulic, po czym do godziny 18.00 Rosjanie ponownie opanowali miasto. Tutaj pojawiają się rozbieżności, bowiem Bennigsen twierdził, że z własnej woli kazał opuścić miasto o 18.30, z kolei Francuzi twierdzą, że zmusił go do tego ich atak. Niektórzy piszą nawet, że zrobił to wbrew woli swoich oficerów. Wiemy natomiast na pewno, że o godzinie 19:00 Francuzi ponownie opanowali Iławę kończąc tym walkę w tym dniu gdyż panowały już o tej porze całkowite ciemności.

### 8 lutego – położenie Francuzów

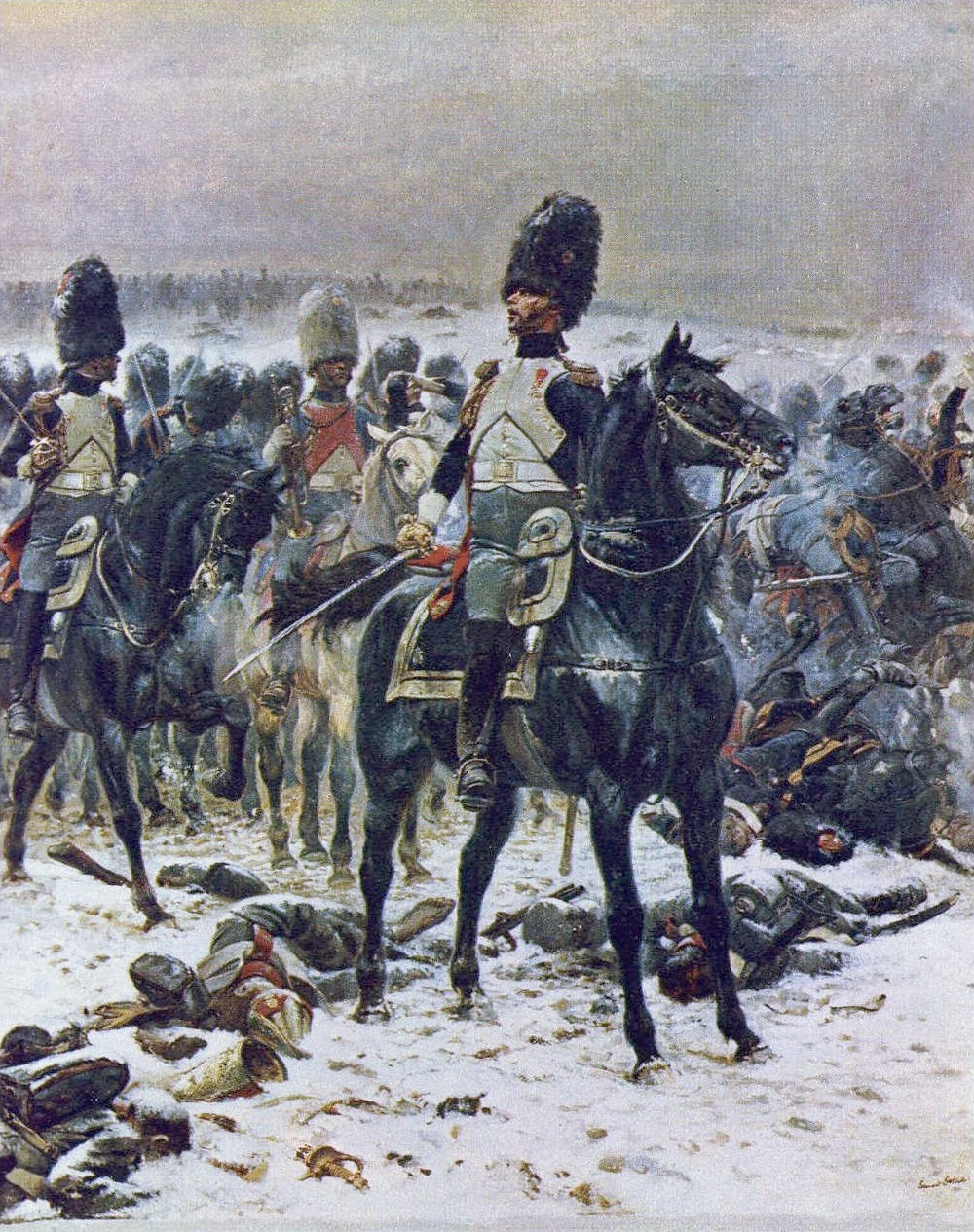
Grenadierzy Gwardii Cesarskiej pod Pruską Iławą

Napoleon przybył ze sztabem na noc do miasta i dowiadując się, że Rosjanie nie odchodzą, przystąpił do organizacji planu bitwy. Na razie do dyspozycji miał 28 100 żołnierzy piechoty w 51 batalionach oraz 12 200 kawalerii w 106 szwadronach oraz 92 działa. Przy czym rano, z kierunku Mollwitten, spodziewał się nadejścia III Korpusu Davouta (15 100 żołnierzy), który był odległy od Pruskiej Iławy o zaledwie 14 kilometrów a także VI Korpusu Neya (14 000 żołnierzy), który maszerował na Kreutzburg. Nie mógł z kolei wiedzieć o tym, że I Korpus Bernadotte'a razem z 4. Dywizją Dragonów (w sumie 20 100 żołnierzy) są poza zasięgiem bitwy i będą w stanie połączyć się z trzonem armii dopiero 11 lutego. Cały plan bitwy Napoleona sprowadzał się do wyjścia III Korpusu na flankę lewego skrzydła Rosjan, w czym wesprzeć miała go 1. Dywizja IV Korpusu oraz działający przełamująco VII Korpus. Dzieła zniszczenia miała dokończyć jazda, aby definitywnie odciąć przeciwnikowi możliwość odwrotu na Królewiec, z kolei Ney przybywszy z przeciwnego skrzydła, powinien odciąć drogę na Królewiec przez Schmoditten. Tak, więc sam plan bitwy był bardzo uzależniony od przybycia na czas korpusów skrzydłowych. Manewr ten byłby w pewnym sensie powtórzeniem manewru pod Kannami, ale miał kilka słabych punktów, nie uwzględniał on, bowiem możliwości połączenia armii rosyjskiej z pruską, ponieważ tę drugą miał rozbić Ney ze swoim I Korpusem i 1. Dywizją Dragonów, co udało się tylko częściowo, a brak pełnego sukcesu okazał się decydujący.

### 8 lutego – położenie Rosjan
W stosunku do 7 lutego Bennigsen skrócił nieco swój front, przez co pozyskał część wojsk do odwodów. Liczył poza tym na nadejście Prusaków. Siły, jakimi dysponował to ok. 66 tys. żołnierzy i ok. 400 dział (w tym 4 pruskie baterie z 34 działami) w 131 batalionach piechoty i 155 szwadronach kawalerii. Jego plan bitwy przewidywał położenie głównego nacisku na Iławę, gdyż pokonanie tam Francuzów zmusiłoby ich do odwrotu i podziału armii na dwie części, które z osobna byłoby mu łatwiej pokonać. Poza tym spodziewał się nadejścia Prusaków właśnie od tej strony.

### Preludium
8 lutego 1807 śnieg pokrył iławskie pola. Mróz wahał się w granicach –3 do –4 °C. Wiał wiatr, którego zmienność powodowała okresowe zadymki śnieżne bardzo utrudniające widoczność. Pomimo że mróz nie był duży, to jednak silny wiatr potęgował jego działanie. Napoleon sądził, że bitwa zacznie się około południa, tymczasem już o godzinie 8.00 rosyjska artyleria otworzyła ogień na Iławę z 60 dział wywołując zamieszanie wśród wojsk zmierzających na wyznaczone pozycje. Odpowiedziała jej od razu artyleria gen. Legranda. Tuczkow skierował pierwsze uderzenie wysyłając 24. pułk jegrów na młyn nieopodal Pruskiej Iławy, który dopiero co zajęła lekka jazda francuska, licząc na przedarcie się od tej strony do miasta. Gen. Fock zaś uderzył na odcinek broniony przez brygady Fermy'ego i Viviesa lecz został odparty. W międzyczasie artyleria francuska podjęła ogniowy pojedynek na całej linii frontu z jej rosyjsko-pruskimi odpowiednikami. Sam Napoleon stał ze sztabem przy iławskim cmentarzu i oczekiwał na przybycie Davouta.

### Nadejście III Korpusu

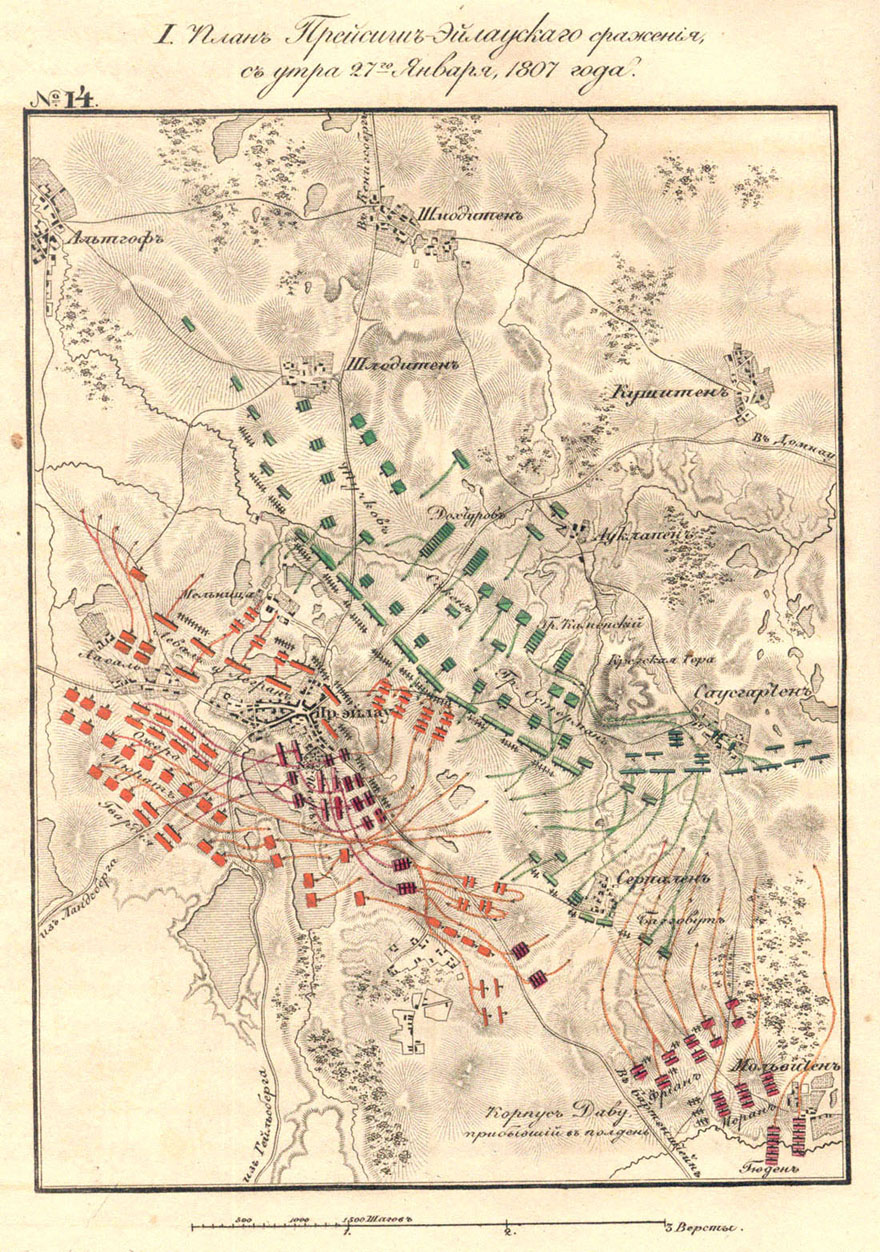
Bitwa 8 lutego 1807 r

Davout, otrzymawszy rozkaz w Beisleiden wysłał po dwóch godzinach jazdę Marulaza i 2. Dywizję Frianta. Siły te o godzinie 8:00 dotarły do Serpallen, 1. Dywizja Moranda osiągnęła Perguschen, a 3. Dywizja Gudina jeszcze o godzinie 3:00 minęła Bartenstein. Saint-Hilaire przesunął się teraz ze swoją dywizją nieco w prawo, nawiązując styczność z Davoutem, podczas gdy Frant (5 tys.) spędził Kozaków przesłaniających lewy skraj pozycji Baggewuta, a otworzywszy ogień dział na Serpallen, przygotował swoją dywizję do natarcia na wieś. Swoje prawe skrzydło osłonił jazdą Marulaza (600). Saint-Hilaire ponownie ruszył mając za sobą 1. Dywizję Dragonów Kleina, podczas gdy 3. Dywizja Dragonów przesunęła się w prawo, aby móc działać na korzyść III Korpusu. Około 9.00 Friant wszedł do płonącej już wsi Serpallen, którą Baggewut, nie widząc w tych warunkach możliwości obrony, opuścił i odszedł na Klein Sausgarten.
Bennigsen, dla ratowania położenia, wysyłał wsparcie w postaci 14. dywizji Kaminskoja, która obsadziła Klein Sausgarten i jej okolice. Tymczasem Friant idąc śladem cofających się Rosjan przeszedł bardziej na prawo, na Klein Sausgarten, a dywizja Saint–Hilairie'a zmierzała na wzniesienie opuszczone przez lewe skrzydło Rosjan. Podczas tego ruchu obie dywizje zostały ostrzelane przez rosyjskie działa kartaczami i poniosły straty. W tym czasie brygada piechoty gen. Ricarda z 1. Dywizji Moranda doszła do Serpallen, przeszła przez nie i na prawo od wsi dostała się również w ogień artylerii przeciwnika. Z uwagi na wytwarzającą się między Frantem a Saint-Hilairem lukę wprowadzona została do linii brygada d'Huilliera z dywizji Moranda (pułki 51. i 61. liniowe).
Friant otrzymał teraz rozkaz opanowania Klein Sausgarten i został wzmocniony przez 51. Pułk. Gen. Lochet z 33. Pułkiem zdecydowanym atakiem wpadł do wsi wyrzucając stamtąd muszkieterów riazańskich. Rosjanie jednak natychmiast kontratakowali z lewej strony siłami jazdy i piechoty, wyrzucając Francuzów po półgodzinnej walce mimo tego, że ci zostali wsparci przez 44. Pułk i kawalerię Marulaza. Sam gen. Lochet odniósł śmiertelną ranę. Na tym jednak skończyły się sukcesy Rosjan w tym miejscu, bowiem Friant sformował 33. Pułk w czworobok, zabezpieczając się w ten sposób przed próbującą go zajść z prawej strony jazdą rosyjską, a z przodu rozrzucił gęste linie tyralierów, które wykorzystując ukształtowanie terenu, odparły wszystkie ataki wroga. Saint Hilaire umocnił się w tym czasie na wysokości Serpallen i wespół z Morandem kierował ataki na lewą flankę i skrzydło Baggewuta. W rezerwie miał 61. Pułk.

### Pogrom VII Korpusu

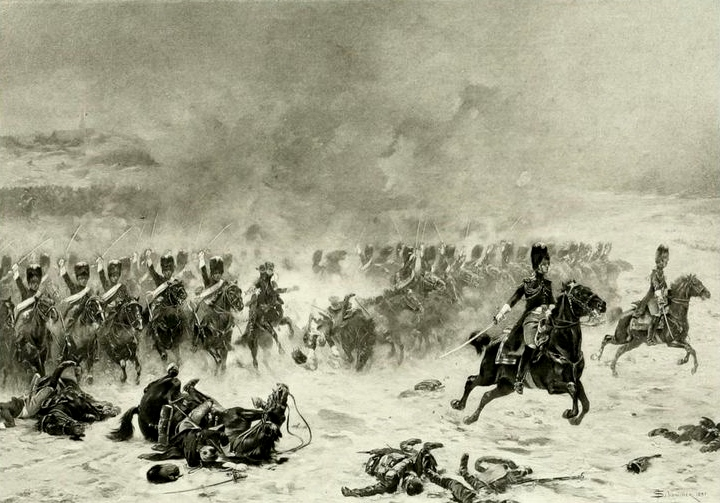
Szarżuje pułk grenadierów konnych Gwardii

Napoleon, obserwując bieg wydarzeń zgadł, że Bennigsen atakiem na Walkmühlen zamierza opanować Iławę i zagrozić jego liniom odwrotu. Jednak Soult wiązał tam skutecznie wojska rosyjskie, a cesarz otrzymawszy wieść o przybyciu III Korpusu pod Mollwitten, ocenił, że nadszedł odpowiedni moment do wykonania planu bitwy. By nie dopuścić do przygniecenia samego Davouta wysłał dywizję Saint–Hilaire'a, która prowadziła dotąd tylko pojedynek artyleryjski, do zabezpieczenia luki pomiędzy VII i III Korpusem (z czasem dywizja ta znalazła się całkowicie w polu działania Davouta), a VII Korpus Augereau (12 tys.) otrzymał przez gen. Corbineau (zginął potem ugodzony kulą) rozkaz przełamania lewego skrzydła wroga. O godzinie 9.00 obaj dowódcy przystąpili do akcji. Saint–Hilaire roztasował się pod rosyjskim ogniem z prawym skrzydłem opartym o Serpallen, a Augereau, przeszedłszy wąwóz, uformował swój VII Korpus tak, że pierwsze brygady obu dywizji szły rozwinięte, drugie natomiast w czworobokach. Sam jechał na ich czele mimo trawiącej go gorączki.
Rozwijający się pomyślnie manewr pokrzyżowały jednak fatalne warunki atmosferyczne. Zerwała się akurat oślepiająca zawieja śnieżna bijąca wprost w oczy Francuzów. Ci, straciwszy orientację, zaczęli powoli odbijać w lewo ku rosyjskiemu centrum powodując powstanie luki między VII Korpusem a 1. Dywizją IV Korpusu. Rosjanie widząc ślepą i niemal bezbronną masę ludzką uszykowali natychmiast 72 działową baterię i dopuścili VII Korpus na 80 kroków, po czym w 20 minut zmasakrowali kartaczami. Gen. Desjardins został zabity, gen. Heudelet ranny. Ranionego Augereau odwieziono na tyły do cesarza, któremu marszałek zarzucał, że nie dał mu na czas wsparcia.
Bennigsen, widząc co się dzieje, pchnął natychmiast naprzód piechotę przesuwając tu zarazem z rezerwy 4. i 7. dywizję. Brygada gen. Zapolskiego uderzyła na bagnety, ale Francuzi stawiali jeszcze opór. Walkę rozstrzygnęło wspierające uderzenie jednej brygady 4. dywizji. Stawiający do końca opór 14. Pułk został zupełnie zniszczony. W powstałą lukę rzuciła się teraz jazda rosyjska dokańczając dzieła; szczątki VII Korpusu odstąpiły w kierunku iławskiego cmentarza ścigane przez przeciwnika. Huzarzy nowogrodzcy przedarli się niemal do samego Napoleona. Ten z kolei pchnął natychmiast na nich szwadron konnych strzelców gwardii i z flanki kilka szwadronów dragonów, które zażegnały niebezpieczeństwo.
Z chwilą natarcia Augereau i Saint-Hilaire ruszyli na mały lasek, leżący tuż za pozycjami Rosjan, lecz ta sama zawieja, która spowodowała zmylenie kierunku przez VII Korpus, oślepiła także Saint Hilaire'a, który z kolei zaczął odbijać w prawo. Kiedy zorientował się w błędzie, zawrócił dywizję w lewo. Podczas tego manewru uderzył na niego gen. Kachowski (pułk ułanów litewskich i pułk kirasjerów małorosyjskich). Duże straty poniósł wówczas 55. Pułk, wskutek czego cała dywizja musiała się cofnąć.

### Wielkie szarże

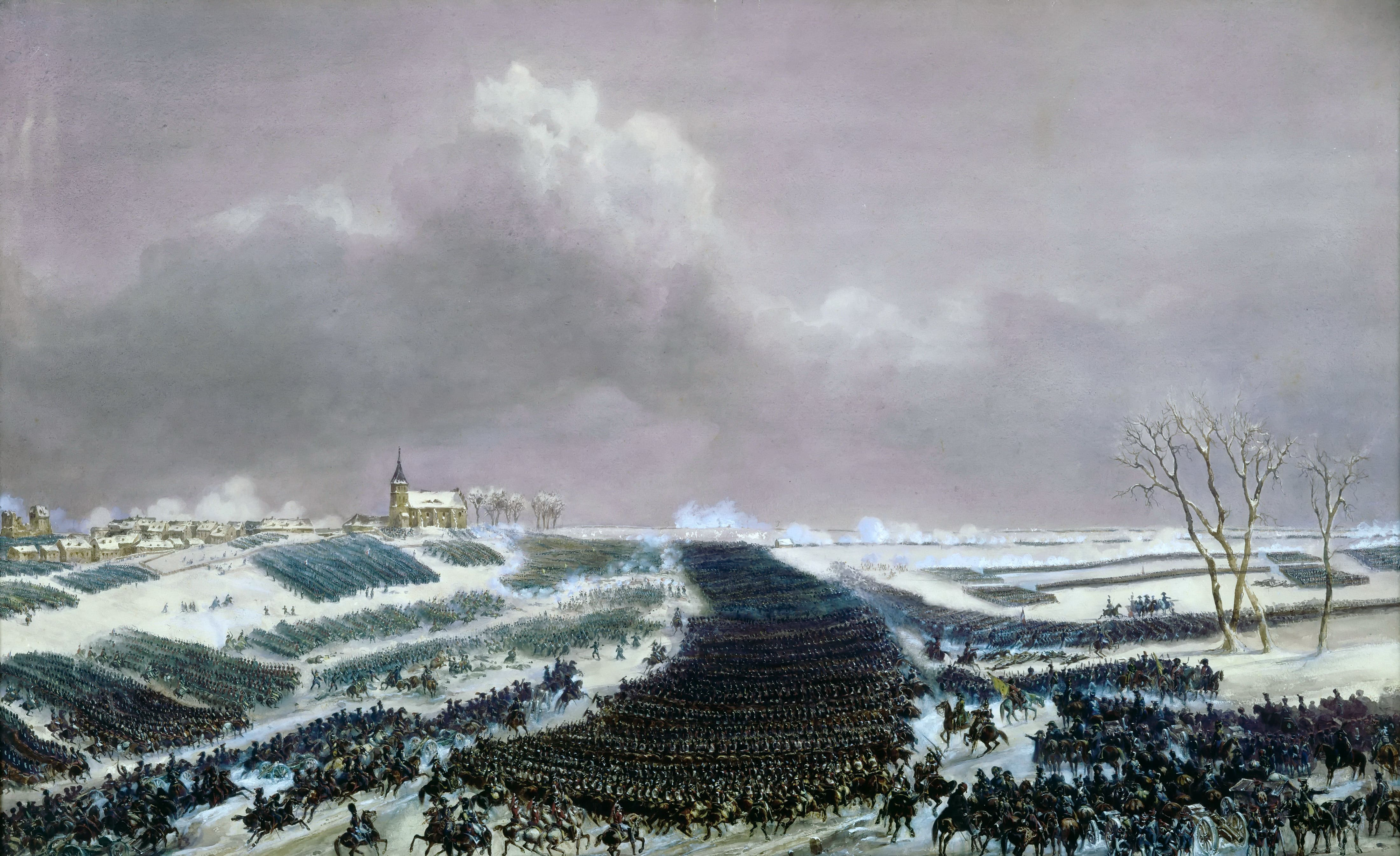
Wielkie Szarże pod Pruską Iławą

Napoleon widząc, co się dzieje wezwał do siebie marszałka Murata i powiedział: "Joachimie, nie pozwolisz chyba, by ci Azjaci zjedli nas żywcem?". Zaraz też polecił mu przygotować konnicę do masowej szarży, która miała zneutralizować jazdę księcia Golicyna. Napoleon wyczekiwał jeszcze aż nacierający Rosjanie wyjdą spod wsparcia własnej artylerii i zwiążą się walką. Gdy nadszedł ten moment dał znak do szarży.
1. Dywizja Dragonów Kleina, ruszając na wsparcie Saint-Hilaire'owi, uderzyła w prawą flankę rosyjskiej kawalerii odrzucając ją na piechotę.
3. Dywizja Dragonów Milhauda zajęła w tym czasie pozycje naprzeciw wojsk Baggewuta, a 2. Dywizja Dragonów Grouchy'ego z samym Muratem na czele, zaatakowała rosyjską jazdę w centrum. Golicyn wprowadził w tej sytuacji dalsze szwadrony niwecząc pierwsze sukcesy Grouchy'ego. Do boju włączyli się następnie kirasjerzy d'Hautpoula. Pierwszy ich impet wstrzymały linie piechoty; w walce z nią zginął d'Hautpoul ugodzony kulą w czoło. Mimo to druga szarża jego wojsk włamała się w szyki rosyjskiej piechoty i zmiotła kilka jej batalionów. Piechurzy rzucali się masowo na ziemię, by uniknąć pałaszy. Golicyn jednak nie dał za wygraną i rzucił do boju następne szwadrony, które uderzyły na kirasjerów z obu flank zmuszając ich do odwrotu.
W odpowiedzi na ten atak włączył się do walki marszałek Bessieres z Brygadą Strzelców Konnych Gwardii płk Dahlmanna ponownie odrzucając jazdę rosyjską i zadając straty piechocie, w szykach której powstało już szereg luk. Golicyn rzucił w tym momencie do walki ostatnie szwadrony i ponownie zmusił Francuzów do odwrotu. W walce tej zginął płk Dahlmann. Szarże nie ustawały nawet na chwilę. Do boju weszła teraz Brygada Grenadierów Konnych Gwardii gen. Lepica i 5. Pułk Kirasjerów. Rozerwali oni jazdę rosyjską, przebili się przez piechotę pierwszej linii, doszli do drugiej, która już cofała się w kierunku nieopodal leżącego lasku. Będąca w pobliżu rosyjska artyleria wszczęła silny ogień, nie zwracając przy tym uwagi na swoich, byle tylko zatrzymać nawałę kawalerii francuskiej. Tymczasem grenadierzy konni ze szwadronem kirasjerów przebili się przez drugą linię piechoty i doszli do linii rosyjskich odwodów. Tu zostali zaatakowani przez jazdę regularną i Kozaków. Grenadierzy z dużymi stratami wycofali się do swoich. Tak było według relacji Rosjan. Według Francuzów grenadierzy zostali wprawdzie odrzuceni i byli ścigani przez jazdę przeciwnika, która jednak została rozbita przez świeżo zebranych dragonów, kirasjerów i strzelców konnych Gwardii, którzy ostatecznie wyparli też rosyjską piechotę. Zgadzałoby się to z innymi rosyjskimi relacjami.
W tej fazie walki miało miejsce jeszcze jedno ważne wydarzenie. Jedna z kolumn rosyjskich grenadierów (4 tys. jeźdźców) skierowała się prosto na cmentarz. Nad cesarskim sztabem ponownie zawisło niebezpieczeństwo. Napoleon rzucił na nich jeden batalion gwardii pieszej i 2 pułki strzelców konnych. Wzięci z dwóch stron grenadierzy zostali wybici lub wzięci do niewoli. Natarcie Rosjan zostało ostatecznie zatrzymane, a sytuacja krytyczna zażegnana.
W dotychczasowym boju obaj wodzowie musieli zmienić swoje pierwotne plany. Bennigsen, szukając rozstrzygnięcia w uderzeniu na Iławę, był zmuszony pod wpływem okoliczności do zużycia całych odwodów centrum. Mimo tego nie uzyskał przełamania. Napoleon z kolei, wskutek klęski VII Korpusu, został zmuszony zaangażować Murata, aby zapchać nim powstałą lukę i powstrzymać Rosjan. Los bitwy ważył się odtąd całkowicie na odcinku Davouta.
Minęła godzina 10:00. Straty były ogromne po obu stronach, VII Korpus przestał się praktycznie liczyć tracąc około 5000 rannych i zabitych. Nastąpiła swoistego rodzaju reorganizacja jednostek na całej linii frontu, przy czym Bennigsen przesuwał sukcesywnie wszelkie wolne jeszcze siły na lewe skrzydło z centrum i prawego skrzydła, trzymając te dwa ostatnie na niezmienionej pozycji, gdzie ponosiły ciężkie straty od ognia francuskiej artylerii.

### Natarcie III Korpusu. Widmo klęski Rosjan

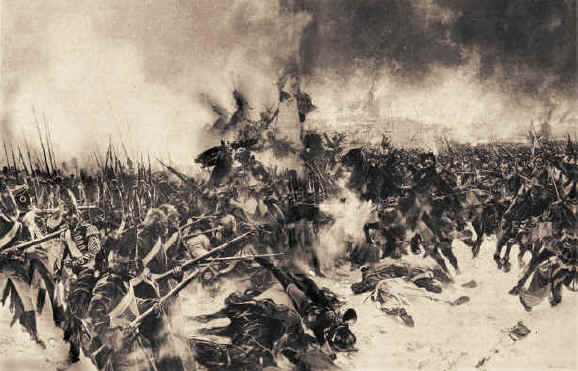
Bitwa pod Pruską Iławą według Léopolda Flamenga

W czasie, kiedy dopełniało się przeznaczenie VII Korpusu, a jazda rosyjska wchodziła do boju, między Klein Sausgarten a Kreegeberge wprowadzona została 2. dywizja Ostermanna-Tołstoja, część jazdy oraz artylerii. Na Kreegeberge stanęła 30-działowa bateria, a 2. dywizja podjęła stąd natarcie, które jednak zakończyło się fiaskiem. Francuzi natomiast w jednym z przeciwuderzeń, wdarli się na samo Kreegeberge zdobywając 18 dział. 2. Dywizja Frianta, brygada kawalerii Marulaza i 3. Dywizja Dragonów Milhauda (około 8 tys. ludzi) przyjmowały teraz na siebie główny ciężar walki. Tymczasem Rosjanie wykorzystując śnieżną zadymkę zebrali pod osłoną wzgórza 20 szwadronów gen. Korffa i zaatakowali lewe skrzydło Saint-Hilaire'a. Rozbili 10. Pułk Lekkokonnych odrzucając całą dywizję za bartensteińską drogę. Na pomoc przybyła 1. Dywizja dragonów Kleina odrzucając nacierającego przeciwnika. Rosyjscy dragoni wdarli się też na Kreegeberge, a uderzając na flankę dywizji Moranda zmusili ją do cofnięcia się o 200 kroków pod Serpallen, po czym doszli do samego Klein Sausgarten. Francuzom pomogła tu 3. Dywizja Gudina (4 tys.), co powstrzymało dalsze postępy Rosjan. Ostermann, po bezskutecznych atakach, cofnął się na Kreegeberge. Zmusił tym także do odwrotu spod Klein Sausgarten Baggewuta i Kaminskoja, którym w przeciwnym razie groziłoby odcięcie z prawej flanki. Ponadto Friant napierał na nich bezustannie od frontu.
Baggewut z Kaminskojem przesuwali się na lewą flankę 2. dywizji Ostermanna-Tołstoja, gdzie zajęli nowe pozycje pomiędzy Lampasch a Auklappen obsadzając również Birkenwaldchen. Trzy baterie konne Jermołowa zatoczyły działa na prawo od Auklappen. Friant, wsparty 12. Pułkiem z 3. Dywizji Gudina i artylerią, uderzył na Kreegeberge i około godz. 13.00 zdobył je ostatecznie. Ostermann wprawdzie kontratakował, ale Davout wytoczył 30 dział i odparł Rosjan, którzy cofnęli się na Auklappen (w tym czasie został ranny Gudin). Do przodu ruszyła dywizja Saint-Hilaire'a oraz Morand, a Davout wprowadził do linii resztę dywizji Gudina rozciągając swój front coraz bardziej w prawo zmierzając do odcięcia Rosjanom drogi odwrotu.
Davout przygotował swoje trzy dywizje i dragonów Milhauda do dalszego natarcia. Marulaz swą lekką jazdą atakował z prawej flanki ucierając się z kozakami. Jednocześnie brygada Jare'a z dywizji Saint-Hilaire'a weszła na Kreegeberge, skąd uderzyła na Birkenwaldchen wypierając Baggewuta. Druga brygada Candraza stała nieco na lewo na drodze z Klein Sausgarten do Pruskiej Iławy. Friant zaatakował Auklappen siłami 48. Pułku i zdobył je. Rosjanie, podpaliwszy folwark ogniem artylerii, odbili go atakiem piechoty. Nie utrzymali się tu jednak długo, ponieważ ponowny atak poprowadzony przez gen. Gauthrina odbił ten punkt krótko po 13.30.
Friant, przesuwając się nadal w prawo, obsadził Birkenwaldchen i rejon na prawo od niego siłami 12. Pułku i batalionem 25. Pułku. 51. Pułk i 4 kompanie 108. Pułku wdarły się w międzyczasie nawet do Kutschitten (14.00). Brygada Jare' powróciła wówczas na Kreegeberge, a niebawem Saint–Hilaire dostał rozkaz od Napoleona, by przesunął się na swą pierwotną pozycję pod Rothenen. Tak, więc, o godz. 14.00 Rosjanie utracili drogę odwrotu przez Lampasch (stary trakt Warszawa–Królewiec), a droga przez Schmoditten zagrożona była możliwością przybycia Neya, którego Napoleon niecierpliwie oczekiwał. Pozycje rosyjskie chwiały się, w ich szeregi zakradał się nieporządek. Stanowiska przybrały teraz kształt ściśniętego kąta z ramionami na Lampasch i Schmoditten. Krzyżowy ogień francuskiej artylerii z centrum i z odcinka Davouta zadawał Rosjanom ogromne straty. 2 dywizja Ostermanna, stojąca akurat na załamaniu kąta, została właściwie unicestwiona samym ogniem działowym, a więc identycznie, jak po przeciwnej stronie VII Korpus Augereau. Gdyby Davout miał tu jeszcze jakieś oddziały nastąpiłoby niewątpliwie przebicie rosyjskich pozycji przed nadejściem Prusaków. Teraz więc najbardziej odczuwalny okazał się brak udziału I Korpusu Bernadotte'a w głównych działaniach. Z tego powodu francuskie prawe skrzydło, mimo znacznych sukcesów miało swój słaby punkt – rozciągnięte na 3 kilometrowej linii od Kuttschiten po Kreegeberge nie dysponowało dostatecznymi siłami na jej pełne pokrycie, tym bardziej, że odeszła dywizja Saint–Hilaire'a, a wcześniej jeszcze dragoni Kleina. Z drugiej jednak strony Rosjanom brakowało już sił, by skutecznie uderzyć. Oczekiwali zatem nadejścia Prusaków.

### Marsz L'Estocqa do bitwy
Tymczasem L'Estocq sukcesywnie wycofywał się zgodnie z rozkazami Bennigsena jednak deptał mu po piętach VI Korpus Neya, któremu udało się rozbić niektóre jego jednostki. Pościg był skuteczny do tego stopnia, że Neyowi udało się odciąć część ariergardy L'Estocqa od trzonu jego armii. Jednak zdarzenie to było na tyle niefortunne dla Francuzów, że doprowadziło do rozdzielenia Korpusu Neya i do pościgu większością jego sił części ariergardy L'Estocqa w przeciwnym kierunku, co umożliwiło temu drugiemu dotarcie dużo wcześniej z pozostałymi siłami (5584 żołnierzy) na pole bitwy pod Pruską Iławą.

### Wejście Prusaków do bitwy. Odbicie Kutschitten i Auklappen.

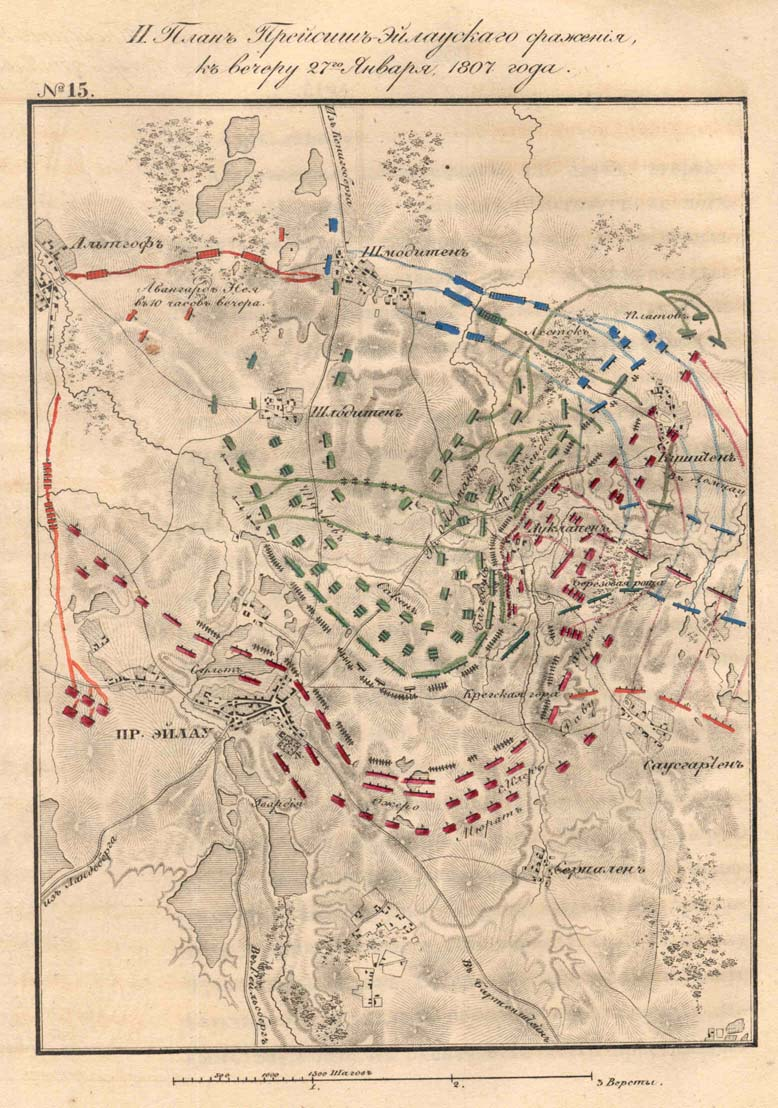
Bitwa wieczorem 8 lutego 1807 r

L'Estocq przybywszy do Althoff zobaczył stamtąd rozgrywającą się bitwę, przy czym nie bardzo wiedział, w którym kierunku ma wystąpić, jednak dość szybko przybyły kurier od Bennigsena przekazał mu rozkaz odbicia drogi na Lampasch–Konigsberg. Ruszył więc w trzech kolumnach na Schmoditten (14.00), a stąd o godz. 15.00 na Kuttschitten gdzie po zaciekłej walce 4 kompanie 108. Pułku z dywizji Frianta musiały się wycofać tracąc przy tym orła. Będąca nieopodal dywizja dragonów Milhauda nie mogła im pomóc ze względu na niemal zupełne wyczerpanie koni. Tymczasem pruskie natarcie postępowało dalej na Birkenwaldchen gdzie oddziały z dywizji Gudina zostały wyparte po półgodzinnej walce wręcz. W międzyczasie pobudzone udanym atakiem L'Estocqa, ruszyło do akcji lewe skrzydło Rosjan (Baggewut, Kamienskoj, jazda Czaplica) chcąc wesprzeć Prusaków, a zarazem odzyskać Auklappen. Mimo zaciętego oporu Francuzi musieli opuścić tę wieś. III Korpus był teraz w odwrocie na całej linii, a Davout zagrzewał do wytrwania i szykował nową linię w oparciu o niezaangażowane dotychczas jednostki. Linia ta przebiegała od Kreegeberge po Klein Sausgarten. Na niej udało się w końcu zatrzymać wroga. Dochodziła godz. 17.00 i pole bitwy przesłaniały już zapadające ciemności. Na tym odcinku bitwy pozycje obu stron nie uległy już żadnym przesunięciom do końca tej straszliwej batalii.

### Nadejście VI Korpusu Neya
Ney otrzymał nowe rozkazy od Napoleona dopiero o godz. 14.00, przed Kreutzburgiem. Sam zorientował się w międzyczasie, że ściga tylko oderwane części pruskiego korpusu, wobec czego zmienił kierunek marszu na Pompicken – Graventhien, jednak był już bardzo oddalony od miejsca głównej bitwy. Około 20.00 jego awangarda (już w ciemnościach) uderzyła na słabo obsadzone, a przepełnione rannymi, Schloditten zajmując je. Bennigsen wzmocnił tu ogień artyleryjski poprzez przerzucenie dwóch pruskich baterii, po czym pchnął do natarcia ostatnie bataliony 3. dywizji z pułkiem grenadierów na czele. Wieś zostaje odbita. Oddziały awangardy Neya cofnęły się z powrotem pod Althoff, gdzie nadeszły już główne siły VI Korpusu. Razem około 9 000 ludzi. Jednak na dalsze działania było już stanowczo za późno, tym bardziej, że Ney nie miał pełnej orientacji w sytuacji ogólnej. Do 22:00 walki wszędzie ustały, a żołnierze porozpalali ogniska, które razem z płonącymi wsiami oświetlały ponure pobojowisko.

## Po bitwie
Jedna z najstraszliwszych bitew dobiegła swojego tragicznego końca. W jej wyniku rosyjskie lewe skrzydło zagięło się o 90-100°. W nocy Bennigsen, czując zagrożenie z obu skrzydeł i dostrzegając ogólną dezorganizację oraz maruderstwo, zarządził o 22.00 odwrót na Królewiec. Na tle tej decyzji doszło do ostrej wymiany zdań Bennigsena z generałami Knorringiem, Steinheilem i Ostermannem, którzy obstawiali przy pozostaniu na placu boju w celu podjęcia walki nazajutrz motywując to zupełnym wyczerpaniem przeciwnika i zadanymi mu stratami. Gen. Knorring pokłócił się wręcz z głównodowodzącym i tylko wstawiennictwo Steinheila załagodziło całą sprawę (później Knorring został odwołany). Sądzić należy, że w tym wypadku Bennigsen miał rację. Rosjanie mogliby na 9 lutego wystawić co najwyżej 30 tys. ludzi. Z dywizji Ostermanna, która została zniszczona w krzyżowym ogniu francuskich dział, zostało po bitwie tylko 2710 ludzi. Niewiele lepiej było w innych dywizjach. 4 dniowe walki odwrotowe, mróz, niedostatek, nocne marsze i 2 dniowe walki pod Iławą dokonały wielkich spustoszeń w szeregach. Na wyczerpaniu była też amunicja. Francuzi byli nie mniej wyczerpani i wykrwawieni od Rosjan, ale posiadali jeszcze do dyspozycji przybyły i nieużyty walką VI Korpus Neya oraz całą gwardię pieszą (razem jakieś 13 tys. ludzi) i to mogło przeważyć. Same straty po obu stronach były wyjątkowo wielkie i są też różnie oceniane; według całościowej analizy najpewniejsze są liczby:
Francuzi – 4 tys. zabitych (w tym 286 oficerów), 9 tys. rannych (w tym 661 oficerów) i 5 tys. jeńców. Pomiędzy zabitymi i rannymi oficerami znalazło się 2 marszałków, 5 generałów dywizji i 15 generałów brygady. Stracono ponadto 5 orłów.
Rosjanie – 8 tys. zabitych, 5 tys. rannych pozostawionych na pobojowisku, 12 tys. rannych zabranych ze sobą. Zabitych bądź rannych zostało 9 generałów, do niewoli wpadło 3 tys. żołnierzy. Stracono też 24 działa i 16 chorągwi. Prusacy stracili 800 zabitych i rannych.
Napoleon do końca bitwy posiadał swobodę manewru dzięki żelaznemu odwodowi, a operatywność, stanowczość i elastyczność dowodzenia wyrażone czasem reakcji na zachodzące zmiany na polu bitwy, podejmowaniu trafnych decyzji oraz opanowaniu sytuacji, pozwoliły na osiągnięcie przynajmniej takiego wyniku, że zmuszono sprzymierzonych do dalszego odwrotu czyniąc ich niezdolnymi do dalszych działań.
Bennigsen popełniał błędy typowe dla wszystkich wodzów, z którymi potykał się Napoleon. Szukając rozstrzygnięcia na swym prawym skrzydle zużył gros odwodów w centrum w trzeciej godzinie bitwy. Pogarszające się w tym czasie położenie na lewym skrzydle zmusiło go do wprowadzenia tam ostatnich rezerw. W krytycznym momencie zabrakło mu ich i tylko zdumiewającej wprost odporności swych żołnierzy oraz przybyciu Prusaków zawdzięczał, że utrzymał się do wieczora. Ci ostatni zresztą też byli już u kresu sił – od 2 lutego zrobili przeszło 150 kilometrów.
Armia francuska była nie mniej wyczerpana. Żołnierze po bitwie zamiast "Vive L'Empereur" wołali "Vive Le Paix".
Najlepiej bitwę tę podsumował marszałek Ney, który z uwagi na ciemności nie mógł wziąć pełnego udziału w bitwie. Przejeżdżając rankiem następnego dnia przez pola wokół Pruskiej Iławy powiedział "Quel massacre! Et sans resultat" – (franc. Co za masakra! I bez żadnego rezultatu!).
Była to jedna z najkrwawszych bitew okresu napoleońskiego. Poległo w niej łącznie 40 tys. ludzi, czyli 29,4% ogółu uczestników (Francuzi – 28%), Rosjanie i Prusacy – 40,3%. Napoleon napisał: "Ojciec, który traci swoje dzieci, nie zaznaje uroku zwycięstwa. Gdy serce mówi – gasną złudzenia sławy". Bennigsen zaś swoim zwyczajem doniósł swemu władcy, że pokonał Napoleona (patrz bitwa pod Pułtuskiem).

## Skutki

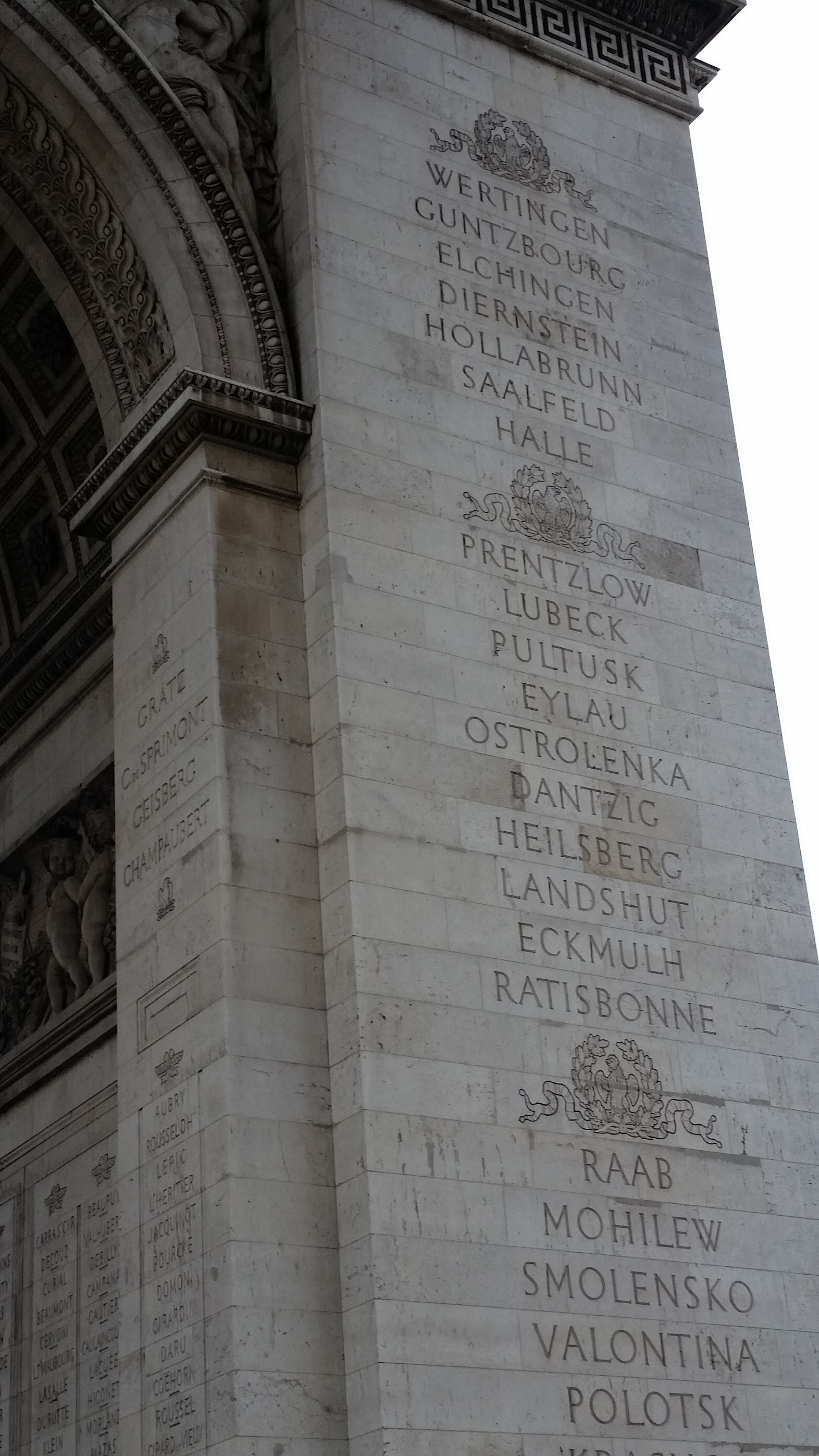
Łuk Triumfalny w Paryżu z nazwą bitwy pod Pruską Iławą

Sama bitwa nie przyniosła rozstrzygnięcia militarnego, lecz położyła kres działaniom wojennym na czas zimy. Obie armie były niesamowicie wyniszczone tą batalią, Napoleon rozlokował swoje wojsko na leża zimowe i rozkazał utworzyć w Bydgoszczy lazarety dla olbrzymiej ilości rannych. Tymczasem Bennigsen wycofał się do Królewca, gdzie czekał na obiecane przez cara posiłki oraz, podobnie jak Napoleon, na wiosnę, która miała przynieść decydujące rozstrzygnięcia.
W bitwie tej została mocno nadszarpnięta reputacja Napoleona, dlatego na wiosnę 1807 r. szukał za wszelką cenę decydującego zwycięstwa (patrz: bitwa pod Frydlandem), które zmusiłoby przeciwnika do rozmów pokojowych.

## Legenda bitwy
Bitwa ta jest szeroko znana w świecie dzięki wielkim szarżom kawaleryjskim, do których doszło podczas jej trwania. Po II wojnie światowej Rosjanie zajmując Prusy Wschodnie zmienili nazwę Preussisch Eylau na Bagrationowsk na cześć jednego z rosyjskich generałów, który brał udział w tej bitwie i odniósł śmiertelne rany w czasie bitwy pod Borodino.
Bitwa została upamiętniona (w formie Eylau) zapisem na wschodnim filarze Łuku Triumfalnego w Paryżu.